# Matteson
Matteson es una villa ubicada en el condado de Cook en el estado estadounidense de Illinois. En el Censo de 2010 tenía una población de 19009 habitantes y una densidad poblacional de 784,29 personas por km².

## Geografía
Matteson se encuentra ubicada en las coordenadas 41°30′34″N 87°44′43″O / 41.50944, -87.74528. Según la Oficina del Censo de los Estados Unidos, Matteson tiene una superficie total de 24.24 km², de la cual 24.15 km² corresponden a tierra firme y (0.36%) 0.09 km² es agua.

## Demografía
Según el censo de 2010, había 19009 personas residiendo en Matteson. La densidad de población era de 784,29 hab./km². De los 19009 habitantes, Matteson estaba compuesto por el 16.25% blancos, el 78.66% eran afroamericanos, el 0.21% eran amerindios, el 1.02% eran asiáticos, el 0.05% eran isleños del Pacífico, el 1.6% eran de otras razas y el 2.23% pertenecían a dos o más razas. Del total de la población el 4.28% eran hispanos o latinos de cualquier raza.

## Educación
El Distrito Escolar 159 gestiona escuelas primarias y secundarias (middle schools) públicas que sirven a partes de Matteson.